# Oppotmiddel
De term oppotmiddel (ook koopkrachtreserve; Engels: store of value) verwijst naar de functie van geld, wanneer dit gebruikt wordt om koopkracht van het heden naar de toekomst over te hevelen.
Een betaalmiddel bij handel kan geld van een bepaalde valuta zijn, of een product zoals goud. Om bruikbaar te zijn als oppotmiddel moeten deze vormen gemakkelijk bewaard kunnen worden en op een later tijdstip opnieuw even gemakkelijk tevoorschijn kunnen worden gehaald. Ook moet het opgepotte geld, eenmaal weer tevoorschijn gehaald, een voorspelbaar gebruiksgemak bieden.

## Functies van geld
- Oppotmiddel om koopkrachtreserves naar de toekomst over te hevelen is een van de verschillende onderscheiden functies van geld.
- Geld als ruilmiddel. Deze functie vereist duurzaamheid, wanneer geld in de handel wordt gebruikt. Duurzaam geld minimaliseert verder de mogelijkheden van fraude.[1]
- Geld als rekeneenheid, wat fungibiliteit vereist, opdat rekeningen in elk bedrag gemakkelijk kunnen worden verrekend.